# Nyctidromus
Nyctidromus es un género de aves caprimulgiformes perteneciente a la familia Caprimulgidae. Sus dos miembros son nativos del Neotrópico, y se distribuyen desde el extremo sur de los Estados Unidos (Texas), a través de México, América Central y del Sur hasta el nordeste de Argentina.  A sus miembros se les conoce por el nombre popular de chotacabras, y también atajacaminos, guardacaminos, aguaitacaminos, tapacaminos, entre muchos otros.

## Características
Los chotacabras de este género son aves grandes, midiendo alrededor de 28 cm de longitud, de hábitos noturnos, cazadoras de insectos en vuelo. Durante el día descansan, principalmente en el suelo. Su coloración críptica los hace muy difíciles de detectar, hasta que accidentalmente son forzados a volar. Por eso, sus voces son clave para ubicarlos e identificarlos. Poseen picos pequeños, rodeados de largas vibrisas rígidas, que se abren en bocas cavernosas grandes, y patas muy débiles.

## Lista de especies
Según el orden filogénico de la clasificación del Congreso Ornitológico Internacional (IOC, versión 6.1, 2016) y Clements Checklist v.2015, el género agrupa a las siguientes especies con el respectivo nombre popular de acuerdo con la Sociedad Española de Ornitología (SEO):
- Nyctidromus albicollis (Gmelin, 1789) - chotacabras pauraque;
- Nyctidromus anthonyi (Chapman, 1923) - chotacabras de Anthony.[8]

## Taxonomía
La especie Nyctidromus anthonyi fue asignada a Nyctidromus, (antes en Caprimulgus), siguiendo la propuesta N° 522 al South American Classification Committee (SACC), con base en los estudios de filogenia molecular de Han et al. (2010).

El Comité Brasileño de Registros Ornitológicos (CBRO) incluye este género en Hydropsalis, lo que no es reconocido por otras clasificaciones.